# Craig Adams
Craig Adams (ur. 4 kwietnia 1962 w Otley w West Yorkshire w Anglii) – brytyjski muzyk, pierwszy basista i współautor wielu nagrań grupy The Sisters of Mercy.

## Życiorys
W 1985 r. po odejściu z grupy założył wraz z Wayne'em Husseyem The Mission, z którego został wyrzucony w 1992. W 1993 r. wraz z kolejnym byłym członkiem The Sisters Of Mercy Garym Marxem i Julianne Regan (ex. All About Eve) założył grupę bez nazwy. Działalność grupy zakończyło odejście Adamsa do The Cult, które jednak również dość szybko zawiesiło działalność, a Adams w II połowie lat 90. wraz z innym byłym członkiem The Sisters of Mercy – Timem Bricheno (obaj panowie nigdy nie grali wspólnie w Sisters of Mercy) próbował stworzyć formację o nazwie CNN, jednakże bez większych sukcesów. W 1999 r. powrócił do grupy The Mission, ale zdecydował się opuścić ją ponownie w 2002 roku.